# 카타르 축구 협회
카타르 축구 협회(الاتحاد القطري لكرة القدم, Qatar Football Association)는 카타르의 축구 행정을 총괄하는 경기단체이다. 원래 카타르에는 대부분의 아시아 국가가 그렇듯 축구라는 스포츠가 없었는데 1946년 정유 회사들의 등장과 함께 축구가 전래되어 급속도로 인기를 끌기 시작했고, 1950년엔 최초의 축구팀인 알 나자가 만들어졌다. 축구 협회 자체는 10년 후인 1960년대에 창설되어 1972년과 1974년 FIFA와 AFC에 차례대로 가입하였다.

## 같이 보기
- 아시아 축구 연맹
- 서아시아 축구 연맹
- 카타르 축구 국가대표팀
- 카타르 여자 축구 국가대표팀
- 카타르 스타스 리그
- 카타르가스 리그

- 카타르 아미르 컵
- 카타르 크라운 프린스 컵
- 카타르 셰이크 자셈 컵